# Fortezze del Nagorno Karabakh
Le Fortezze del Nagorno Karabakh (Artsakh) sono numerose e quasi tutte dislocate nella parte centro settentrionale dell'ex repubblica del Nagorno Karabakh (1992-2024), sia nel territorio che faceva parte dell'Oblast' autonoma del Nagorno Karabakh sia al di fuori di esso. 

## Origini
Le fortezze della regione (in armeno բերդ, berd), come nel resto dell'Armenia storica, erano solitamente edificate su speroni rocciosi o sulla sommità di montagne dove erano più difficili da espugnare e potevano svolgere meglio il loro controllo sul territorio. Per tale motivo interessano la parte montuosa del Nagorno Karabakh e spesso sono collocate all'estremità di zone pianeggianti e nei pressi dei corsi d'acqua. 
La conformazione orografica del territorio le circonda spesso di fitte foreste che ne rendono ancora più difficile l'accesso. La maggior parte è di epoca medioevale ed apparteneva alle famiglie aristocratiche dell'antica regione di Artsakh; serviva a salvaguardare i possedimenti delle famiglie dalle invasioni straniere che frequentemente arrivavano dalle pianure orientali. Gli impianti originari vennero, generazione dopo generazione, migliorati ed ingranditi. 
Quando il principato di Khachen strinse legami con il regno armeno di Cilicia (1080-1375), uno stato indipendente che si affacciava sul Mediterraneo ed era stato un punto di riferimento durante le Crociate, un certo numero di fortezze della regione cominciò ad assumere connotati tipici dell'architettura della Cilicia (così ad esempio Handaberd, nei pressi dell'attuale Karvachar, costruita su concessione del re Levon I). 
I più rilevanti esempi di architettura da fortificazione della regione si hanno con la cittadella di Shusha e la Fortezza di Askeran. Alcune fortezze sono datate più recentemente e risalgono alla dominazione persiana ed a quella successiva turca.

## Suddivisione per provincia
Shahumian
- Berdkunk
- Handaberd
- Levonaberd

Martakert
- Gyulistan
- Jraberd
- Hakarakaberd
- Khokhanaberd

Askeran
- Askeran
- Kachaghakaberd

Kashatagh
- Noraberd
- Vorotnaberd
- Krvaberd
- Shushants
- Tovmasaberd
- Hakari

Martuni
- Aghjkaberd

Shushi
- Shushi

Hadrut
- Gorozaberd